# Bertha Tappolet
Bertha Susanna Tappolet (* 1. Januar 1897 in Zürich; † 21. Juli 1947 in St. Moritz) war eine Schweizer Malerin, Illustratorin und Kunsthandwerkerin. Ihr Werk umfasst Malerei, Keramik, Textilkunst, Bildteppiche, Wandmalereien und Buchgestaltung.

## Leben und Werk
Bertha, auch Berta Tappolet war eine Tochter des Pfarrers Paul Friedrich und der Maria Sophie, geborene Thiersch. Ihr Bruder war der Opernsänger und Gesangspädagoge Siegfried Tappolet (1901–1970), ihr Halbbruder war Ernst Tappolet.
Tappolet wuchs in Zürich-Hirslanden auf und absolvierte im Atelier von Bertha Baer eine Ausbildung als Strickerei-Zeichnerin. Von 1914 bis 1917 studierte sie zusammen mit ihrer Freundin Luise Meyer-Strasser an der Kunstgewerbeschule München.
Wieder in Zürich eröffneten sie ein eigenes Atelier, das bald ein Zentrum der einheimischen Keramikmalerei wurde. 1929 erfolgte im Kunstgewerbemuseum Zürich eine Verkaufsausstellung. 1937 eröffneten Meyer-Strasser und Tappolet gemeinsam mit Cornelia Forster und Martha Amata Good (1896–1950) den kleinen Verkaufsladen «Cornelius» an der Oberdorfstrasse in Zürich. Zudem schuf sie zahlreiche Wandbilder für Kindergärten und Schulhäuser und machte sich auch einen Namen als Buchillustratorin.
1924 nahm sie an der Schweizerischen Kunstgewerbeausstellung in Stockholm teil. 1925 unterrichtete sie die Künstlerin Lilly Fröhlich-Müller (1901–1990). 1923 erschien im Rotapfel-Verlag von Emil Roniger das von Tappolet mit zwölf aquarellierten Federzeichnungen und einem Titelblatt illustrierte Buch Das Leben der Schwestern zu Töss, beschrieben von Elsbeth Stagel.
Tappolet schuf zusammen mit Luise Meyer-Strasser Wandbilder für folgende städtische Kindergärten: 1927 Zanggerweg, Utohof und Erismannhof, 1929 Heuried und 1931 Zentralstrasse.
Als 1940 das Haus «zur Münz» in Zürich von der Architektin Lux Guyer in ein Kaffee-Restaurant umgebaut wurde, zog diese Tappolet, Luise Meyer-Strasser, Cornelia Forster und Margherita Osswald-Toppi bei, um in den Räumen eine gemütliche Atmosphäre zu schaffen. Das Gebäude wurde in den 1960er-Jahren abgerissen, nachdem es durch einen Brand zerstört worden war, und durch einen Neubau ersetzt.
Bertha Tappolet verstarb nach langem Leiden in St. Moritz. Im März 1970 fand bei Orell Füssli die einzige Ausstellung statt, die ausschliesslich Arbeiten von Meyer-Strasser und Tappolet gewidmet war.